# Cola uloloma
Cola uloloma är en malvaväxtart som beskrevs av John Patrick Micklethwait Brenan. Cola uloloma ingår i släktet Cola och familjen malvaväxter. Inga underarter finns listade i Catalogue of Life.